# 馬場潤一郎
馬場 潤一郎（ばば じゅんいちろう、1940年8月3日 - ）は、日本の政治家。元新潟県栃尾市長（2期）。新潟県議会議員（7期）。

## 来歴
新潟県古志郡栃尾町出身。1959年、新潟県立長岡工業高等学校卒。1975年、新潟県議会議員に初当選、以来、7期務める。1989年に副議長、1994年に議長に就任した。2002年、栃尾市長に当選、1期務めた。栃尾市は2006年に長岡市と合併することとなったため、最後の栃尾市長となり、長岡市参与に就任した。現在、自由民主党新潟県支部連合会の顧問を務める。

## 栄典
- 1996年 - 藍綬褒章